# Henry Schützer
Henry Schützer (* 1. Februar 1931) ist ein ehemaliger deutscher Fußballspieler im westsächsischen Lauter. Für die BSG Empor Lauter spielte er in der DDR-Oberliga, der höchsten Spielklasse im DDR-Fußball.

## Laufbahn als Fußballspieler
Als die BSG Empor Lauter 1952/53 ihre erste DDR-Oberliga-Saison bestritt, waren nur vier Spieler jünger als 22 Jahre: Hans Meyer, Karl Pöschel, Gottfried Schubert und Henry Schützer. Bereits als 19-Jähriger hatte er 1950 mit der Vorgängermannschaft SG Lauter die sächsische Vizemeisterschaft gewonnen. Ab 1950/51 spielte er nach Umbenennung mit der BSG Freiheit Wismut Lauter in der zweitklassigen DS-Liga und stieg 1952 mit der erneut umbenannten Mannschaft BSG Empor Lauter in die DDR-Oberliga auf. 
Trainer Walter Fritzsch sah Schützer zwar als rechten Flügelstürmer, setzte aber zunächst den drei Jahre älteren Karl-Heinz Mohr auf dieser Position ein. Erst nach elf Meisterschaftsspielen erhielt Schützer seine Chance und bestritt bis zum Saisonende noch 17 Punktspiele, zunächst auf der rechten Angriffsseite, später als Linksaußenstürmer. Als zur Saison 1953/54 Heinz Pönert neuer Trainer wurde, schickte dieser Schützer in die Reservemannschaft. Im Oberligateam bestritt Schützer in unregelmäßigen Abständen lediglich zehn Punktspiele, mehrfach nur als Einwechselspieler. 
In der Hinrunde der Spielzeit 1954/55 wurde Schützer überhaupt nicht in der Oberliga eingesetzt, und er gehörte auch nicht mit zu den Spielern, die im November 1954 zum SC Empor Rostock wechselten. 23-jährig beendete er nach 27 Oberligaspielen, in denen er sechs Tore erzielt hatte, seine Laufbahn in der DDR-Oberliga.